# جون بوفام (قاضي)
جون بوفام (بالإنجليزية: John Popham)‏ (1531 - 10 يونيو 1607) كان مُتحدثًا باسم رئيس مجلس العموم من 1580 إلى 1583، ومدعيًا عامًا من 1581 إلى 1592 ورئيس القضاء من 1592 إلى 1507